# Lucile Gleason
Lucile Gleason (6 de febrero de 1888 – 18 de mayo de 1947) fue una actriz teatral y cinematográfica de estadounidense. 

## Biografía

### Carrera
Su verdadero nombre era Lucile Webster, y nació en Pasadena, California.

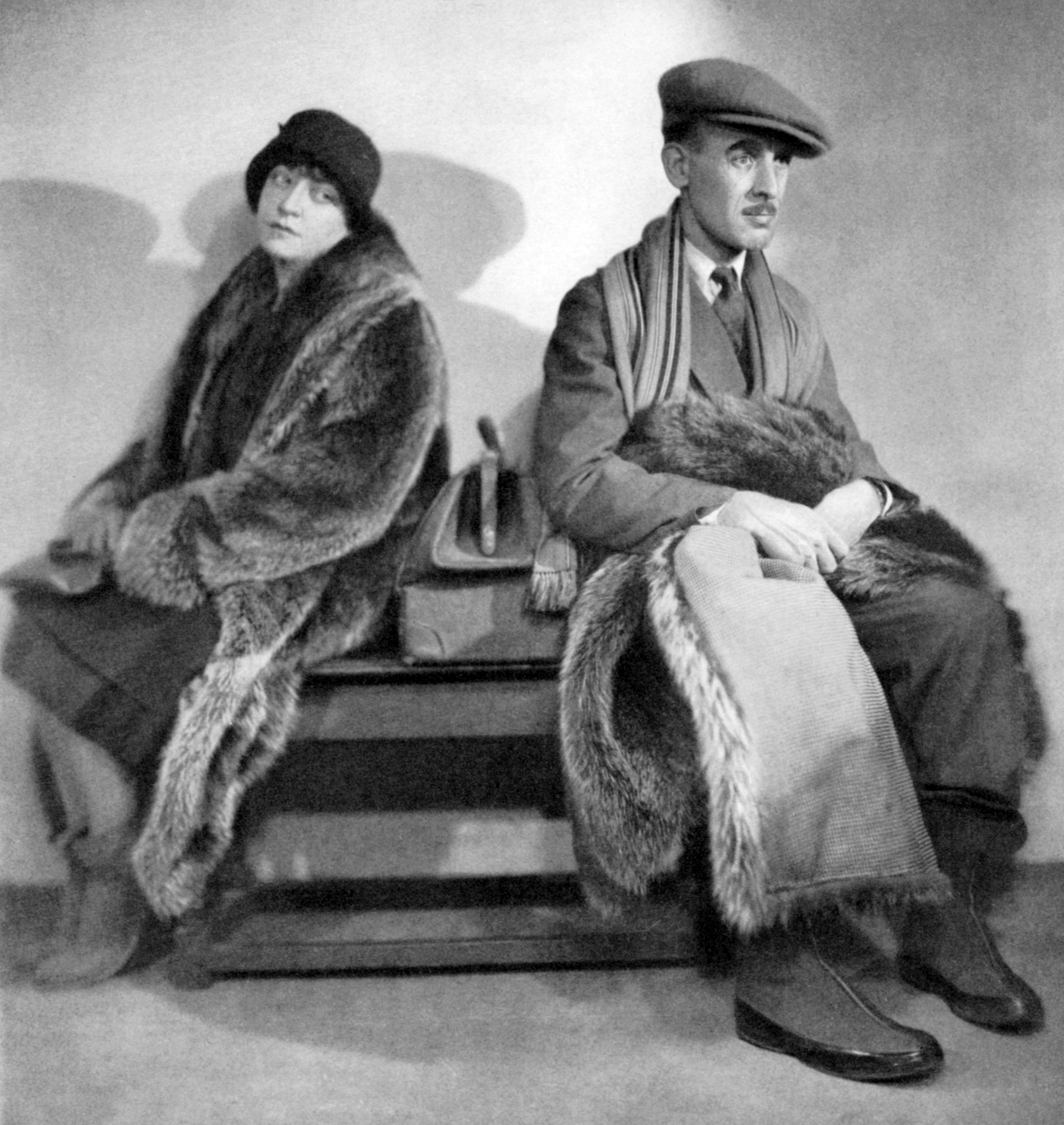
Lucile Gleason y James Gleason en The Shannons of Broadway (1928)

Lucile Webster se inició en el teatro siendo adolescente, en la compañía de teatro de repertorio de su padre. Tras casarse con el actor James Gleason, ella actuó con éxito en la producción llevada a escena en Nueva York de The Shannons of Broadway (1927), que escribió su marido. La obra se adaptó al cine en 1929 con el mismo título, adaptándose una vez más en 1938 con Goodbye Broadway.
La carrera cinematográfica de Gleason se inició en 1929 con varias películas, y se extendió hasta 1945. El matrimonio Gleason actuó unido en varias ocasiones. Así, en 1929 trabajaron en The Shannons of Broadway, y en 1945 actuaron en The Clock, encarnando la actriz a Mrs. Al Henry, la esposa del personaje interpretado por su marido.

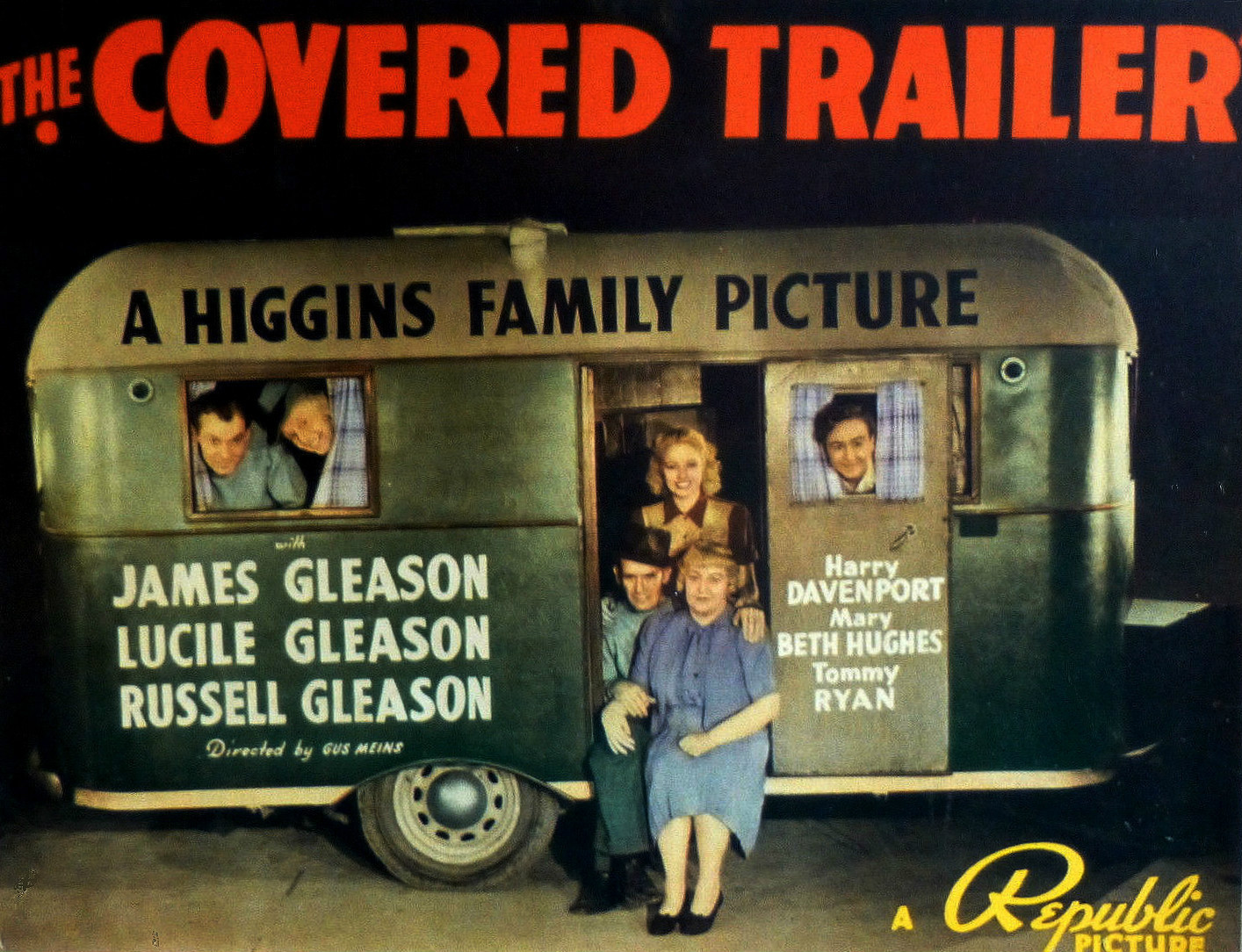
Los Gleason como la Familia Higgins Family en el film de 1939 The Covered Trailer

Su hijo, Russell Gleason, trabajó con sus padres en la comedia familiar The Higgins Family en 1938. Los tres también actuaron en Grandpa Goes to Town, otra película de la saga Higgins, en 1940.

### Activismo
Gleason fue vicepresidenta del Sindicato de Actores de Cine, y miembro de la organización United Service Organizations y del Veterans' Service Council. En 1947 fue llamada Madre de 1947 en un acto del Día de la Madre dirigido por U.S.O. Además, en los años 1930 formó parte del consejo asesor del Federal Theater Project, y en varias ocasiones fue candidata, sin éxito, a la carrera política.

### Vida personal
Gleason se casó con el actor James Gleason en 1905, en Oakland, California. Adoptó el apellido de su marido como nombre artístico.
Su único hijo fue el actor Russell Gleason (1908-1945), cuyo papel más destacado fue el de Soldado Mueller en Sin novedad en el frente (1930). El 26 de diciembre de 1945, Russell Gleason se encontraba en Nueva York cuando murió tras caer desde una ventana del cuarto piso del Hotel Sutton. Estaba esperando ser trasladado a Europa con su regimiento. Algunos informes dijeron que la caída era accidental, pero otros afirmaban que se trataba de un suicidio.
Lucile Gleason falleció en 1947, mientras dormía, aparentemente por un fallo cardiaco, en Brentwood, California. Tenía 59 años de edad.

## Selección de su filmografía
- 1929 : The Shannons of Broadway
- 1931 : The Pagan Lady
- 1931 : Girls About Town
- 1931 : Nice Women
- 1932 : Girl of the Rio
- 1933 : Don't Bet on Love
- 1933 : The Solitaire Man
- 1933 : Love, Honor, and Oh Baby!
- 1936 : Rhythm on the Range
- 1938 : The Beloved Brat
- 1939 : The Covered Trailer
- 1939 : Money to Burn
- 1945 : Don't Fence Me In
- 1945: The Clock